# والاس گرین
والاس گرین (انگلیسی: Wallace M. Greene; ۲۷ دسامبر ۱۹۰۷ – ۸ مارس ۲۰۰۳) ژنرال سپاه تفنگداران دریایی ایالات متحده آمریکا بود، که در فاصله سال‌های ۱۹۶۴ تا ۱۹۶۷ به‌عنوان بیست و سومین فرمانده سپاه تفنگداران دریایی فعالیت می‌کرد.
گرین فعالیت نظامی را از سال ۱۹۲۷ در سپاه تفنگداران دریایی آمریکا آغاز کرد، از ۱۹۴۴ تا ۱۹۴۵ معاون طرح‌ها و سیاست‌های سپاه تفنگداران دریایی بود، از ۱۹۵۶ تا ۱۹۵۷ فرماندهی آموزش استخدام را برعهده داشت و از ۱۹۶۰ تا ۱۹۶۲ به‌عنوان فرمانده کمپ لژون پایگاه تفنگداران دریایی فعالیت می‌کرد.